# Best of Live
Best of Live è una raccolta postuma della cantante italo-francese Dalida, pubblicata il 2 dicembre 2013 da Universal Music France.
L'album raccoglie concerti, interpretazioni in programmi TV, registrazioni in studio e versioni remix di brani del repertorio della cantante.
Molti dei brani contenuti in questo album furono già pubblicati anche in Dalida Live - Instants d'émotions..., nel 2000.
Tutte le canzoni della compilation sono state rimasterizzate per la pubblicazione.

## Tracce

### Disco 1
1. Ainsi parlait Zarathoustra (introduzione musicale orchestra - Olympia 74)
2. Entrez sans frapper (Olympia 74)
3. Pour ne pas vivre seul (Palais des Sports 1980)
4. Que sont devenues les fleurs? (Teatro Lucerna, Praga 1977)
5. Avec le temps (Palais des Sports 1980)
6. Un po' d'amore (La Bussola, Pietrasanta 1968)
7. Je suis malade (Olympia 81)
8. Quand on n'a que l'amour (Palais des Sports 1980)
9. Am tag, als der regen kam (Theater des Westens, Berlino 1981)
10. Il venait d'avoir 18 ans (Olympia 74)
11. Gigi l'amoroso (Teatro Lucerna, Praga 1977)
12. Remises des Oscars (Musicorama 1975 - Olympia)
13. Bambino (Bobino, Parigi 1957)
14. Histoire d'un amour (Olympia 1959)
15. Ciao amore, ciao (versione in francese, Olympia 71)

### Disco 2
1. Salma ya salama (Stadio di Giza, Il Cairo 1979)
2. Amoureuse de la vie (Olympia 77)
3. Julien (Olympia 74)
4. Hene ma tov (Olympia 71)
5. Le petit bonheur (Place des Arts, Montréal 1977)
6. Ils ont changé ma chanson (Olympia 71)
7. Marie Marie (La Lettre) (Théâtre de L'Étoile, Parigi 1959)
8. Comme si tu étais là (Olympia 77)
9. Les choses de l'amour (Olympia 71)
10. Les deux colombes (Olympia 71)
11. Ciao amore, ciao (versione in italiano - programma televisivo Senza Rete, teatro Auditorium di Napoli 1970)
12. Gigi l'amoroso (versione in inglese - Carnegie Hall, New York 1979)
13. Pot-pourri (medley - Olympia 77)
14. À ma manière (versione remix 1996)
15. Mourir sur scène (versione remix 1995)